# Пилетт, Тедди
Теодор «Тедди» Пилетт (фр. Theodore «Teddy» Pilette, 26 июля 1942, Брюссель) — бельгийский автогонщик, участник чемпионата мира по автогонкам в классе Формула-1.

## Биография
Сын автогонщика 1950—1960-х годов Андре Пилетта и внук участника гонки «Инди 500» 1913 года Теодора Пилетта. Гоночную карьеру начал в 1962 году, стартовав в «Формуле-Юниор», в 1965 году стал чемпионом Бельгии в одном из классов серийных автомобилей. В 1968 году занял пятое место в гонке «Тарга Флорио». В 1971 году дебютировал в британском чемпионате «Формулы-5000», в котором становился чемпионом в 1973 и 1975 годах. В 1974 году принял участие в Гран-при Бельгии чемпионата мира «Формулы-1» и выиграл один из этапов Тасманской серии. В 1977 году ещё трижды появлялся на этапах «Формулы-1», выступая за команду BRM, все три раза не прошёл квалификацию. В начале 1980-х годов несколько раз стартовал в чемпионате CART, после чего завершил гоночную карьеру. В середине 1990-х годов построил собственный автомобиль, участвовавший в немецком первенстве «Формулы-3».

## Результаты гонок в Формуле-1
| Легенда к таблице |                                                                    |
| --- | ------------------------------------------------------------------ |
| В таблице перечислены результаты всех Гран-при Формулы-1, в которых принимал участие гонщик. Строками таблицы являются сезоны, столбцами — этапы чемпионата мира. В каждой клетке указаны сокращённое название этапа и результат, дополнительно обозначенный цветом. Расшифровка обозначений и цветов представлена в нижеследующей таблице. |                                                                    |
| \| Пример \| Описание \| \| ------------ \| ------------------------------------------------------------------ \| \| 1 \| Победитель \| \| 2 \| Второе место \| \| 3 \| Третье место \| \| 5 \| Финишировал, заработав очки \| \| Сход \| Не финишировал, но при этом заработал очки \| \| 12 \| Финишировал, не получив очков \| \| НКЛ \| Финишировал, но не попал в финальную классификацию \| \| 15 \| Участвовал вне зачёта, либо по отдельной классификации \| \| 18 \| Не финишировал, но попал в финальную классификацию \| \| Сход \| Не финишировал \| \| НКВ \| Не прошёл квалификацию \| \| НПКВ \| Не прошёл предквалификацию \| \| ДСК \| Дисквалифицирован \| \| ИСК \| Исключён из протокола соревнований \| \| ТТ \| Заявлен для участия только в тренировках \| \| НС \| Участвовал в квалификации, но не стартовал в гонке \| \| Т \| Травмирован или болен \| \| ОТК \| Отказ от участия \| \| НТР \| Прибыл на соревнования, но на трассу не выезжал \| \| НПР \| Был заявлен в числе участников, но не прибыл к началу соревнований \| \| О \| Соревнования отменены \| \| \| Не участвовал \| \| Поул-позиция \| \| \| Быстрый круг \| \| |                                                                    |
| Пример | Описание                                                           |
| 1 | Победитель                                                         |
| 2 | Второе место                                                       |
| 3 | Третье место                                                       |
| 5 | Финишировал, заработав очки                                        |
| Сход | Не финишировал, но при этом заработал очки                         |
| 12 | Финишировал, не получив очков                                      |
| НКЛ | Финишировал, но не попал в финальную классификацию                 |
| 15 | Участвовал вне зачёта, либо по отдельной классификации             |
| 18 | Не финишировал, но попал в финальную классификацию                 |
| Сход | Не финишировал                                                     |
| НКВ | Не прошёл квалификацию                                             |
| НПКВ | Не прошёл предквалификацию                                         |
| ДСК | Дисквалифицирован                                                  |
| ИСК | Исключён из протокола соревнований                                 |
| ТТ | Заявлен для участия только в тренировках                           |
| НС | Участвовал в квалификации, но не стартовал в гонке                 |
| Т | Травмирован или болен                                              |
| ОТК | Отказ от участия                                                   |
| НТР | Прибыл на соревнования, но на трассу не выезжал                    |
| НПР | Был заявлен в числе участников, но не прибыл к началу соревнований |
| О | Соревнования отменены                                              |
| | Не участвовал                                                      |
| Поул-позиция |                                                                    |
| Быстрый круг |                                                                    |

| Год  | Команда | Шасси        | Двигатель | 1   | 2   | 3   | 4   | 5      | 6   | 7   | 8   | 9   | 10  | 11      | 12  | 13      | 14      | 15  | 16  | 17  | Место | Очки |
| ---- | ------- | ------------ | --------- | --- | --- | --- | --- | ------ | --- | --- | --- | --- | --- | ------- | --- | ------- | ------- | --- | --- | --- | ----- | ---- |
| 1974 | Brabham | Brabham BT42 | Cosworth  | АРГ | БРА | ЮАР | ИСП | БЕЛ 17 | МОН | ШВЕ | НИД | ФРА | ВЕЛ | ГЕР     | АВТ | ИТА     | КАН     | США |     |     | -     | 0    |
| 1977 | BRM     | BRM P207     | BRM       | АРГ | БРА | ЮАР | СШЗ | ИСП    | МОН | БЕЛ | ШВЕ | ФРА | ВЕЛ | ГЕР НКВ | АВТ | НИД НКВ | ИТА НКВ | США | КАН | ЯПО | -     | 0    |